# Rijnvoetbalkampioenschap 1925/26 (Zuid-Duitsland)
In 1925/26 werd het achttiende Rijnvoetbalkampioenschap gespeeld, dat georganiseerd werd door de Zuid-Duitse voetbalbond.
VfR Mannheim werd kampioen en plaatste zich voor de Zuid-Duitse eindronde. De kampioenen werden in één groep ingedeeld en VfR werd vierde.
SpTV Waldhoff 1877 werd gesplitst in SV Waldhof 07 en TV 1877 Waldhof. 

## Bezirksliga
| Plaats | Club                       | Wed. | W | G | V | Saldo | Ptn.  |
| ------ | -------------------------- | ---- | - | - | - | ----- | ----- |
| 1.     | VfR Mannheim 1896          | 14   | 8 | 4 | 2 | 33:19 | 20:8  |
| 2.     | FC Phönix 04 Ludwigshafen  | 14   | 9 | 1 | 4 | 37:22 | 19:9  |
| 3.     | VfL 1884 Neckarau          | 14   | 8 | 2 | 4 | 35:18 | 18:10 |
| 4.     | SV Waldhof 07              | 14   | 7 | 0 | 7 | 33:34 | 14:14 |
| 5.     | Ludwigshafener FG 03       | 14   | 5 | 2 | 7 | 29:33 | 12:16 |
| 6.     | SV Darmstadt 98            | 14   | 3 | 1 | 8 | 23:25 | 11:17 |
| 7.     | Mannheimer FC 08 Lindenhof | 14   | 3 | 4 | 7 | 24:45 | 10:18 |
| 8.     | FC 1903 Pirmasens          | 14   | 3 | 1 | 9 | 21:39 | 8:20  |

|  | Kampioen, geplaatst voor Zuid-Duitse eindronde |
|  | Deelname Promotie-degradatie play-off          |

## Kreisliga

### Neckarkreis
| Plaats | Club                          | Wed. | W  | G | V  | Saldo | Ptn.  |
| ------ | ----------------------------- | ---- | -- | - | -- | ----- | ----- |
| 1.     | Mannheimer FC Phönix 02       | 17   | 14 | 0 | 3  | 54:17 | 28:06 |
| 2.     | VfTuR Feudenheim              | 18   | 10 | 2 | 6  | 54:36 | 22:14 |
| 3.     | SpVgg 07 Mannheim             | 18   | 9  | 1 | 8  | 51:40 | 19:17 |
| 4.     | SpVgg Plankstadt              | 17   | 8  | 2 | 7  | 44:43 | 18:16 |
| 5.     | VfB Heidelberg                | 18   | 7  | 3 | 8  | 33:47 | 17:19 |
| 6.     | FG Kirchheim                  | 18   | 7  | 2 | 9  | 35:46 | 16:20 |
| 7.     | FC Germania 03 Friedrichsfeld | 17   | 6  | 4 | 7  | 45:48 | 16:18 |
| 8.     | FC Vorwärts Mannheim          | 18   | 6  | 4 | 8  | 38:56 | 16:20 |
| 9.     | FV 08 Hockenheim              | 18   | 6  | 3 | 9  | 52:48 | 15:21 |
| 10.    | FV 1898 Schwetzingen          | 17   | 3  | 3 | 11 | 31:56 | 09:25 |

|  | Geplaatst voor promotie-eindronde |

### Odenwaldkreis
| Plaats | Club               |
| ------ | ------------------ |
| 1.     | SpVgg 03 Sandhofen |
|        | FV 09 Weinheim     |

|  | Geplaatst voor promotie-eindronde |

### Kreis Vorderpfalz
Uit de Kreis Vorderpfalz is enkel kampioen FV Speyer

### Kreis Hinterpfalz
| Plaats | Club                          |
| ------ | ----------------------------- |
| 1.     | VfR Kaiserslautern            |
|        | FV Kaiserslautern             |
|        | SV Phönix 1910 Kaiserslautern |
|        | Pfalz Pirmasens               |
|        | VfR Pirmasens                 |
|        | Olympia Kaiserslautern        |
|        | VB Zweibrücken                |
|        | FC Münchweiler                |
|        | SC Pirmasens                  |

|  | Geplaatst voor promotie-eindronde |

### Promotie-eindronde
| Plaats | Club                    | Wed. | W | G | V | Saldo | Ptn.  |
| ------ | ----------------------- | ---- | - | - | - | ----- | ----- |
| 1.     | FV Speyer               | 6    | 3 | 2 | 1 | 13:07 | 08:04 |
| 2.     | Mannheimer FC Phönix 02 | 6    | 3 | 1 | 2 | 12:11 | 07:05 |
| 3.     | VfR Kaiserslautern      | 6    | 3 | 0 | 3 | 09:08 | 06:06 |
| 4.     | SpVgg 03 Sandhofen      | 6    | 1 | 1 | 4 | 02:15 | 03:09 |

|  | Promotie naar Bezirksliga 1925/26     |
|  | Deelname promotie-degradatie play-off |

## Promotie-degradatie play-off
De bond besliste dat de Bezirksliga naar tien clubs uitgebreid werd. Hierdoor speelden de laatste twee in de stand een extra eindronde tegen de nummers drie en vier uit de promotie-eindronde van de Kreisliga. 
| Plaats | Club                       | Wed. | W | G | V | Saldo | Ptn. |
| ------ | -------------------------- | ---- | - | - | - | ----- | ---- |
| 1.     | SpVgg Sandhofen            | 6    | 4 | 0 | 2 | 12:7  | 8:4  |
| 2.     | FC 1903 Pirmasens          | 6    | 3 | 0 | 3 | 14:11 | 6:6  |
| 3.     | VfR Kaiserslautern         | 6    | 3 | 0 | 3 | 10:12 | 6:6  |
| 4.     | Mannheimer FC 08 Lindenhof | 6    | 2 | 0 | 4 | 7:13  | 4:8  |

|  | Promotie               |
|  | Play-off tweede palats |
|  | Degradatie             |

Play-off
|  |                   |       |                    |  |
|  | FC 1903 Pirmasens | 4 - 0 | VfR Kaiserslautern |  |
|  |                   |       |                    |  |